# 凯瑟琳·福克斯
凯瑟琳·福克斯（英語：Catherine Fox，1977年12月15日—），美国女子游泳运动员。她曾代表美国参加1996年夏季奥林匹克运动会游泳比赛，获得女子4×100米自由泳接力和女子4×100米混合泳接力金牌。